# Robert Hendrick
Robert Hendrick (Verviers, 12 mei 1941 - Dion, 20 april 2015) was een Belgisch politicus van de rechts-radicaal-liberale partij Respect voor Arbeid en Democratie (RAD-UDRT).

## Levensloop
Hij volgde een ICT-opleiding en werd beroepshalve informaticus. Vervolgens was hij marketingmanager bij een in België gevestigde Amerikaanse onderneming en werkte hij twee jaar in een Engels hotelbedrijf. In 1973 keerde hij terug naar België om zich als horecaondernemer in Brussel te vestigen.
Hendrick was de stichter van de partij UDRT-RAD, die in hoofdzaak opkwam voor de zelfstandige ondernemer, tegen belastingen en andere lasten. Hij slaagde erin een tijdlang de politieke agenda in België mee te bepalen, dankzij een paar bekwame kandidaten die op zijn lijsten verkozen werden. De partij bleef een uitsluitend Brussels verschijnsel en slaagde er niet in om in Vlaanderen en in Wallonië door te breken. De inwendige twisten en de beschuldigingen van het te eigenzinnig optreden van de stichter, maakten een einde aan deze zwak gestructureerde partij.
Van 1978 tot 1991 was Hendrick voor het arrondissement Brussel lid van de Kamer van volksvertegenwoordigers. Bij de verkiezingen van 1978, 1981 en 1985 werd hij telkens verkozen als lijsttrekker voor zijn partij in het arrondissement Brussel. 
Voor de verkiezingen van 1987 vormden de Brusselse PSC en de UDRT een gezamenlijke lijst (PSC-APB, Parti Social Chrétien - Action pour Bruxelles) onder impuls van Jean-Louis Thys, met Hendrick als tweede kandidaat. Hij werd verkozen en zetelde van 1987 tot 1991 als onafhankelijke in de Kamer. Daarna deemsterde hij weg uit de politiek en verdween ook zijn partij. Hendrick werd opgenomen op de lijst van ereleden van de Kamer van volksvertegenwoordigers, na een lidmaatschap van vier legislaturen.
Na zijn politieke loopbaan werd hij bedrijfsleider van een KMO in Waals-Brabant.
Bij de gemeenteraadsverkiezingen van oktober 2012 kwam hij naar voor als initiatiefnemer en 'animator' van de lijst 'Villages' in de gemeente Chaumont-Gistoux. Zelf was hij geen kandidaat. De partij behaalde zes zetels maar kwam op de oppositiebanken terecht.

## Publicatie
- Mon utopie est libérale, éditions Mecenart, 1991, ISBN 2-87103-070-7